# Kyselovice
Kyselovice (in tedesco Kislowitz) è un comune della Repubblica Ceca facente parte del distretto di Kroměříž, nella regione di Zlín.